# Paško Božić
Paško Božić, född 30 januari 2002, är en kroatisk taekwondoutövare.

## Karriär
I maj 2022 tog Božić brons i +87 kg-klassen vid EM i Manchester. I september 2022 tog han guld i +87 kg-klassen vid U21-EM i Tirana.
I juni 2023 tog Božić brons i +87 kg-klassen vid VM i Baku. Samma månad tog han även brons i +87 kg-klassen vid europeiska spelen i Kraków-Małopolska. I september 2023 tog Božić brons i +80 kg-klassen vid Grand Prix i Paris.